# باباجاني عبد المحمد (مقاطعة دالاهو)
باباجاني عبد المحمد (مقاطعة دالاهو) (بالفارسية: باباجانی عبدالمحمد) هي قرية تقع في قسم بان‌زرده الريفي (مقاطعة دالاهو) في إيران. يقدر عدد سكانها بـ 624 نسمة .